# Simon Russell Beale
Sir Simon Russell Beale (Penang, 12 gennaio 1961) è un attore britannico.

## Biografia
Nasce in Malaysia, figlio di un generale dell'esercito inglese, e di una dottoressa. Dichiaratamente gay, inizia la sua carriera nel 1985 ed è famoso per aver interpretato il Re dei Cuori nel Film TV Alice nel Paese delle Meraviglie accanto a Tina Majorino e Miranda Richardson. È interprete, oltre che di drammi, anche di numerosi musical della scena londinese e ha vinto il Laurence Olivier Award al migliore attore in un musical per Candide, il British Academy Television Award per il miglior attore per A Dance to the Music of Time e il British Academy Television Award per il miglior attore non protagonista per Henry IV, Part I and Part II. Nel 2022 ha vinto il Tony Award al miglior attore protagonista in un'opera teatrale per Lehman Trilogy.

## Filmografia parziale

### Cinema
- Orlando, regia di Sally Potter (1992)
- Persuasione (Persuasion), regia di Simon Curtis (1995)
- Un marito ideale (An Ideal Husband), regia di Oliver Parker (1999)
- The Gathering, regia di Brian Gilbert (2003)
- 1320, regia di Wolfgang Wunsch (2011)
- Il profondo mare azzurro (The Deep Blue Sea), regia di Terence Davies (2011)
- Marilyn (My Week with Marilyn), regia di Simon Curtis (2011)
- Into the Woods, regia di Rob Marshall (2014)
- The Legend of Tarzan, regia di David Yates (2016)
- Rachel (My Cousin Rachel), regia di Roger Michell (2017)
- Morto Stalin, se ne fa un altro (The Death of Stalin), regia di Armando Iannucci (2017)
- Museo - Folle rapina a Città del Messico (Museo), regia di Alonso Ruizpalacios (2018)
- Operation Finale, regia di Chris Weitz (2018)
- Maria regina di Scozia (Mary Queen of Scots), regia di Josie Rourke (2018)
- Radioactive, regia di Marjane Satrapi (2019)
- Benediction, regia di Terence Davies (2021)
- The Outfit, regia di Graham Moore (2022)
- L'arma dell'inganno - Operation Mincemeat (Operation Mincemeat), regia di John Madden (2022)
- Thor: Love and Thunder, regia di Taika Waititi (2022)
- L'ultima regina - Firebrand (Firebrand), regia di Karim Aïnouz (2023)
- The Choral, regia di Nicholas Hytner (2025)

### Televisione
- Time and the Conways - regia di Mike Vardy - film TV (1985)
- A Very Peculiar Practice - serie TV, 1 episodio (1986-1988)
- Downtown Lagos - miniserie TV, 3 episodi (1992)
- The Mushroom Picker - miniserie TV, 3 episodi (1993)
- Screen Two - serie TV, 1 episodio (1995)
- Dance of the Music of Time - miniserie TV, 4 episodi (1997)
- The Temptation of Franz Schubert, regia di Peter Webber - film TV (1997)
- Alice nel Paese delle Meraviglie (Alice in Wonderland), regia di Nick Willing - film TV (1999)
- The Young Visisters, regia di David Yates - film TV (2003)
- Dunkirk, regia di Alex Holmes - film TV (2004)
- American Experience - serie TV (2006)
- Alice's Avdentures in Wonderland, regia di Jonhan Haswell e Dominic Best - film TV (2011)
- Spooks - serie TV, 14 episodi (2010-2011)
- Simon Schama's Shakespeare - miniserie TV (2012)
- The Hollow Crown, regia di Rupert Goold - miniserie TV (2012)
- National Theatre Live: 50 Years on Stange, regia di Nicholas Hytner, Tim Van Someren e Howard Davies - film TV (2013)
- Legacy, regia di Pete Travis - film TV (2013)
- National Theatre Live: King Lear, regia di Sam Mendes e Robin Lough - film TV (2014)
- Shakespeare Live! From the RSC, regia di Bridget Caldwell, Gregory Doran e Robin Mason - film TV (2016)
- Penny Dreadful - serie TV, 14 episodi (2014-2016)
- Vanity Fair - La fiera delle vanità (Vanity Fair), regia di James Strong – miniserie TV, 7 puntate (2018)
- Mary & George, regia di Oliver Hermanus, Alex Winckler e Florian Cossen – miniserie TV, puntata 1 (2024)
- House of the Dragon – serie TV (2024)

## Teatrografia
- Il racconto d'inverno, Royal Shakespeare Theatre di Stratford-upon-Avon (1985)
- The Art of Success, Royal Shakespeare Theatre di Stratford-upon-Avon (1985)
- Everyman in His Humour, Swan Theatre di Stratford (1985)
- Women Beware Women, Royal Court Theatre di Londra (1985-1986)
- The Fair Maid of the West, Swan Theatre di Stratford (1986)
- The Storm, Barbican Theatre di Londra (1986-1987)
- Cargo Cult, Barbican Theatre di Londra (1987)
- Portrait of a Marriage, Barbican Theatre di Londra (1987)
- Speculations, Pit di Londra (1987)
- The Constant Couple, Swan Theatre di Stratford (1988)
- The Man of Mode, Swan Theatre di Stratford (1988)
- Restoration, Swan Theatre di Stratford (1988)
- Macbeth, Other Place di Stratford (1988)
- Some Americans Abroad, Pit di Londra (1989)
- Mary and Lizzie, Pit di Londra (1989)
- Macbeth, Almeida Theatre di Londra (1989)
- Tom Thumb, Almeida Theatre di Londra (1989)
- Playing with Trains, Pit di Londra (1989)
- Edoardo II, Swan Theatre di Stratford (1989)
- Troilo e Cressida, Swan Theatre di Strarford (1990)
- Pene d'amor perdute, Royal Shakespeare Theatre di Stratford (1990)
- Il gabbiano, Royal Shakespeare Theatre di Stratford (1990)
- Lo strano caso del dottor Jekyll e del signor Hyde, Barbican Theatre di Londra (1991)
- Riccardo III, The Other Place di Stratford e tour britannico (1991-1993)
- Spettri, Royal Shakespeare Theatre di Stratford (1992-1993)
- Re Lear, Royal Shakespeare Theatre di Stratford (1992-1993)
- La tempesta, Royal Shakespeare Theatre di Stratford e Barbican Theatre di Londra (1993-1994)
- La duchessa di Amalfi, Greenwhich Theatre di Londra (1994-1995)
- Volpone, National Theatre di Londra (1995)
- Rosencrantz e Guildenstern sono morti, National Theatre di Londra e Theatre Royal di Bath (1995-1996)
- Otello, National Theatre di Londra (1997)
- Candide, National Theatre di Londra (1999)
- Money, National Theatre di Londra (1999)
- Summerfolk, National Theatre di Londra (1999)
- Battle Royal, National Theatre di Londra (1999)
- Amleto, National Theatre di Londra (2000)
- Humble Boy, National Theatre di Londra (2001)
- La dodicesima notte, Donmar Warehouse di Londra (2002)
- Acrobati, National Theatre di Londra (2003), Brooks Atkinson Theatre di Broadway (2004)
- Giulio Cesare, Barbican Center di Londra (2005)
- L'alchimista, National Theatre di Londra (2006)
- Monty Python's Spamalot, Shubert Theatre di Broadway e Palace Theatre di Londra (2006-2007)
- Il maggiore Barbara, National Theatre di Londra (2008)
- Trappola mortale, Noel Coward Theatre di Londra (2010)
- London Assurances, National Theatre di Londra (2010)
- Collaborators, National Theatre di Londra (2012)
- Timone d'Atene, National Theatre di Londra (2012)
- Privates on Parade, Noel Coward Theatre di Londra (2012-2013)
- Re Lear, National Theatre di Londra (2013)
- The Hothouse, Trafalgar Studios di Londra (2013)
- Temple, Donmar Warehouse di Londra (2015)
- Mr Foote's Other Leg, Hampstead Theatre e Theatre Royal Haymarket di Londra (2015)
- La tempesta, Shakespeare Theatre di Stratford e Barbican Center di Londra (2016-2017)
- Lehman Trilogy, National Theatre di Londra (2018)
- Riccardo II, Almeida Theatre di Londra (2018)
- Lehman Trilogy, BAM di New York, Piccadilly Theatre di Londra (2019), Nederlander Theatre di Broadway (2020)
- Canto di Natale, Bridge Theatre di Londra (2020)
- Bach and Sons, Bridge Theatre di Londra (2021)
- John Gabriel Borkman, Bridge Theatre di Londra (2022)
- Canto di Natale, Bridge Theatre di Londra (2022)
- L'invenzione dell'amore, Hampstead Theatre di Londra (2024)
- Tito Andronico, Swan Theatre di Statford-upon-Avon (2025)

## Riconoscimenti
- BAFTA
  - 1998 – Miglior attore televisivo per A Dance to the Music of Time
  - 2013 – Miglior attore televisivo non protagonista per The Hollow Crown
- British Independent Film Awards
  - 2017 – Miglior attore non protagonista per Morto Stalin, se ne fa un altro (The Death of Stalin)
- Premio Laurence Olivier
  - 1990 – Candidatura per la miglior performance in un ruolo non protagonista per The Man of Mode, Restoration, Playing with Trains e Some Americans Abroad
  - 1992 – Candidatura per il miglior attore non protagonista per Troilo e Cressida
  - 1995 – Candidatura per il miglior attore non protagonista per La tempesta
  - 1996 – Miglior attore non protagonista per Volpone
  - 1998 – Candidatura per il miglior attore per Otello
  - 2000 – Miglior attore in un musical per Candide
  - 2001 – Candidatura per il miglior attore per Amleto
  - 2002 – Candidatura per il miglior attore per Humble Boy
  - 2003 – Candidatura per il miglior attore per Zio Vanja
  - 2019 – Candidatura per il miglior attore per Lehman Trilogy
- Tony Award
  - 2004 – Candidatura per il miglior attore protagonista in un'opera teatrale per Acrobati
  - 2022 – Miglior attore protagonista in un'opera teatrale per Lehman Trilogy

## Doppiatori italiani
Nelle versioni in italiano delle opere in cui ha recitato, Simon Russell Beale è stato doppiato da:
- Marco Mete in Penny Dreadful, Radioactive, Mary & George
- Roberto Stocchi in Vanity Fair - La fiera delle vanità, The Outfit, House of the Dragon
- Mino Caprio in Morto Stalin, se ne fa un altro, Museo - Folle rapina a Città del Messico
- Giorgio Lopez in Alice nel paese delle meraviglie
- Ambrogio Colombo in The Legend of Tarzan
- Gaetano Lizzio ne Il profondo mare azzurro
- Vladimiro Conti in Marilyn
- Roberto Certomà in Deep Water - La folle regata
- Gianni Giuliano in Into the Woods
- Emidio La Vella in Hamlet
- Riccardo Peroni in Un marito ideale
- Vladimiro Conti in Rachel
- Toni Orlandi in Maria regina di Scozia
- Stefano De Sando ne L'arma dell'inganno - Operation Mincemeat
- Luca Biagini in L'ultima regina - Firebrand